# Ceropegia farrokhii
Ceropegia farrokhii là một loài thực vật có hoa trong họ La bố ma. Loài này được McCann mô tả khoa học đầu tiên năm 1945.